# Hippocampus jayakari
Hippocampus jayakari es una especie de pez de la familia Syngnathidae en el orden de los Syngnathiformes.

## Morfología
Los machos  pueden llegar alcanzar los 14 cm de longitud total.

## Distribución geográfica
Se encuentra en el mar de Arabia y en el mar Rojo.  